# Marco de Canaveses
Marco de Canaveses és una ciutat i municipi portuguès del districte de Porto, en la Regió del Nord. La ciutat té una població de 9.042 habitants. Limita al nord amb Amarante, a l'est amb Baião, al sud amb Cinfães, al sud-oest amb Castelo de Paiva i a l'oest amb Penafiel.
És el lloc de naixement de Carmen Miranda.

## Freguesias
- Alpendurada e Matos (Urbana)
- Ariz
- Avessadas
- Banho e Carvalhosa
- Constance
- Favões
- Folhada
- Fornos (Urbana)
- Freixo (Periurbana)
- Magrelos
- Manhuncelos
- Maureles
- Paços de Gaiolo
- Paredes de Viadores
- Penha Longa
- Rio de Galinhas (Urbana)
- Rosem
- Sande
- Santo Isidoro
- São Lourenço do Douro
- São Nicolau (Urbana)
- Soalhães
- Sobretâmega (Periurbana)
- Tabuado (Periurbana)
- Torrão
- Toutosa
- Tuias (Urbana)
- Várzea da Ovelha e Aliviada
- Várzea do Douro
- Vila Boa de Quires
- Vila Boa do Bispo (Periurbana)